# Дейтон Датч Лайонз
ФК «Дейтон Датч Лайонз» (англ. Dayton Dutch Lions Football Club) — американський футбольний клуб з Дейтона, Огайо, заснований у 2009 році. Виступає в PDL. Домашні матчі приймає на стадіоні «ДАС Стедіум», місткістю 3 000 глядачів.
Команда входить до складу закордонної структури нідерландського футбольного клубу «Твенте».